# Јуриш лаке коњице (Кримски рат)
Јуриш лаке коњице је био катастрофални јуриш коњице који је предводио лорд Кардиган током битке за Балаклаву 25. октобра 1854. у Кримском рату. О овом јуришу је Алфред Лорд Тенисон испевао чувену песму Јуриш лаке коњице, чији су стихови Њихово није да питају зашто / њихово је да изврше или погину од овог јуриша направили симбол храбрости и трагичности.

## Догађаји
Јуриш је извршила британска лака коњица, која се састојала од 4. и 13. драгунског пука, 17. лансеријског пука (копљаници), 8. и 11. хусарског пука, под командом генерал-мајора грофа од Кардигана. Заједно са тешком коњицом која се састојала од 4. краљевске ирске драгунске гарде, 5. драгунске гарде, 6. енискиленског драгунског пука и шкотског коњичког пука (Шкотски сиви), под командом генерал-мајора Џејмса Јорка Скарлета, бившег команданта 5. драгунске гарде. Ово су биле главне британске коњичке јединице које су учествовале у бици. Главнокомандујући коњице је био гроф од Лукана.
Гроф од Лукана је примио наређење од команданта армије, лорда од Раглана, које је гласило:
Лорд од Раглана жели да коњица брзо напредује на фронт, прати непријатеља, и покуша да спречи непријатеља да однесе топове. Коњичка артиљерија може да учествује. Француска коњица је вама слева. Одмах.
Наређење је написао бригадир Ајри, а пренео га је капетан Луис Едвард Нолан, који је можда носио додатне усмене инструкције, али је погинуо током јуриша, тако да се о томе може само нагађати.
Када је примио наређење, Кардиган је повео 673 (по неким изворима 661) коњаника право кроз долину, коју је Тенисон назвао Долином смрти. Руске снаге које су их чекале предводио је Павел Липранди, а биле су састављене од 20 батаљона пешадије и педесет артиљеријских оруђа као подршке. Ове снаге су се налазиле са обе стране и на другом крају долине.
Изгледа да је Кардиган разумео да се наређење односило на групу руских топова у утврди на крају долине, око миљу далеко, а да је Раглан мислио на скуп утврда на другој падини брда са леве стране долине (посматрано са стране на којој је била коњица). Мада су ове утврде биле јасно видљиве са Рагланове позиције, нису биле видљиве из дна долине, где је била смештена лака коњица.
Коњица је кренула низ долину. Нолан је виђен како трчи преко бојишта, вероватно покушавајући да их заустави, али га је погодила граната и на месту је погинуо.
Лака коњица је успела да се пробије до руских снага на крају долине, и да их истера из утврде, али је претрпела тешке губитке, и убрзо је морала да се повуче. Лукан није пружио никакву подршку Кардигану, и претпоставља се да је мотив за то била нетрпељивост према свом шураку. Снаге тешке коњице су прошле улаз у долину, али нису даље напредовале. Француска коњица је била ефикаснија у пробоју руских линија на Федјукинској узвисини, и касније је пружила заштиту преосталом делу лаке коњице која се повлачила.
Кардиган је преживео битку, и касније је описао догађаје из јуриша у говору у Лондону, који је касније цитиран у Доњем дому Британског парламента:
"Напредовали смо низ благу падину више од три четвртине миље док су батерије без престанка изнад нас бљувале гранате и картеч, са једном батеријом на десном и другом на левом боку и руским стрелцима на средини бојног поља; тако да, када смо дошли на удаљеност од педесет јарди од отвора топовских цеви које су сејале смрт међу нама, били смо, заправо опкољени и засути ватром из свих праваца, укључујући и ватру стрелаца на нашим боковима.
Док смо се смо се пели уз брдо, наша позадина се одједном нашла под бочном артиљеријском ватром, тако да су од тог тренутка били под снажном ватром наша претходница, крила и позадина. Улетели смо у батерију - прошли смо кроз њу - са два водећа пука који су на месту посекли велики број руских артиљераца. Сви официри (осим једног изузетка) два пука које сам ја имао част предводити, или су погинули, или су били рањени, или су им убили или ранили коња. Ови пукови су наставили напредовање, а следила их је друга линија, сачињена од још два коњичка пука, која су наставила да врше своју дужност сечом руских артиљераца.
Затим је наишла трећа линија, коју је чинио још један пук који је настојао да доврши задатак поверен нашој бригади. Верујем да је тај задатак био веома успешно обављен с обзиром да је ова јединица сачињена од само 670 људи успела да се пробије кроз масу руске коњице која је - како смо касније сазнали - бројала 5.240 људи; пошто су се пробили кроз масу, наставили су, што бисмо ми то у војничком жаргону рекли, у „тројном поретку“ и повукли се на исти начин, трудећи се да на свом путу нанесу што веће губитке непријатељској коњици. Током нашег повратка уз брдо низ које смо се сјурили током напада, морали смо да прођемо кроз исту ватрену стихију и изложимо се истом ризику који нам је претио од бочне ватре „тираљера“ (стрелаца) којој смо већ били изложени раније. Велики број наших људи је погођен - људи и коњи су гинули, а многи војници чији су коњи убијени такође су погинули при покушају да побегну.
Али, Боже мој, какав је то осећај био и како су се држали ти храбри људи који су се вратили на положај. Из сваког пука вратила су се само мале јединице, две трећине људства изгубљено је током напада. Верујем да је сваки човек који је учествовао у овом катастрофалном догађају код Балаклаве и који је био довољно срећан да из њега изађе жив, имао осећај да је само захваљујући милостивој одлуци свемоћног провиђења избегао највећу смртну опасност коју је могуће замислити." 

## Исход битке
Бригада лаке коњице није у потпуности уништена али је претрпела тешке губитке. Погинуло је 118 војника док је 127 рањено. Бригада је изгубила и 362 коња тако да је након регруписања само још 195 војника имало коње. Бесмисленост јуриша лаке коњице и сулуда храброст њених припадника навеле су француског маршала Пијера Боскеа да изјави: „То је дивно, али то није рат“ (фр. C'est magnifique, mais ce n'est pas la guerre). Руски команданти су касније причали да су у првом тренутку помислили да су Британци пијани. Углед британске коњице је након овог јуриша нагло порастао, иако се исто не може рећи и за њене команданте.
Због неразвијених средстава комуникације, британска јавност сазнала је за катастрофу код Балаклаве са три недеље закашњења. Депеше британских команданата са фронта објављене су у ванредном издању Лондонске газете, 12. новембра 1854. године. Раглан је окривио Лукана за јуриш, тврдећи да је „због погрешно протумаченог наређења за наступање, генерал-пуковник Лукан сматрао да мора да нападне по сваку цену и да је у складу са тим наредио генерал-мајору грофу од Кардигана да крене у напад са лаком бригадом“.
У марту 1855. године. Лукан је опозван са дужности и вратио се у Енглеску. Јуриш лаке коњице био је узрок многих дискусија и јавних расправа након његовог повратка. Лукан је енергично противуречио Раглановој верзији догађаја називајући је „измишљотином која озбиљно нарушава његов професионални углед“. Током преписке са енглеском јавношћу, на страницама Тајмса, Лукан је окривио Раглана и његовог покојног ађутанта, капетана Нолана, који је пренео спорно наређење. У своју одбрану Лукан је 19. марта одржао говор у Дому Лордова.
Лукан никада није сносио последице због овог суицидног јуриша лаке коњице. У јулу исте године постао је припадник Реда Бата. Иако више никада није био у активној служби, 1865. године унапређен је у генерала, а годину дана пре смрти и у фелдмаршала.
Јуриш лаке коњице се и данас проучава на многим војним академијама широм света као класичан пример онога што се може догодити уколико се напад изведе без података о снази и положају непријатеља и на основу нејасних наређења. Сер Винстон Черчил, који је био пасионирани војни историчар и бивши припадник коњице, инсистирао је током конференције на Јалти 1945. године да обиђе место на којем се одиграла Битка код Балаклаве.

## Представљање у медијима

### Филм
О јуришу лаке коњице снимљена су два филма.
- Филм "Јуриш лаке коњице" из 1936. године, који је режирао Мајкл Кертиз. Главне улоге у филму биле су поверене Еролу Флину, Оливији де Хевиленд и Дејвиду Нивену. Филм је био холивудска визија догађаја инспирисана Киплинговим делом.
- Филм "Јуриш лаке коњице" из 1968. године који је режирао Тони Ричардсон по сценарију Чарсла Вуда базираном на тексту Џона Озборна. Филм у којем су главне улоге биле поверене Џону Гилгуду и Тревору Хауарду тежио је да буде брутално аутентичан и био је делом заснован на истраживању Сесила Водама-Смита објављеном у његовом делу „Разлог зашто“ (1953). Филм је садржао анимације Ричарда Вилијамса које су имитирале тадашњи графички стил „Панч магазина“ и које су објашњавале политичке догађаје у вези са битком.

### Музика
- Југословенски бенд Азра је снимио песму Јуриш лаке коњице.[2]
- Психоделик фолк бенд, Перлс бифор свајн (Бисери пред свиње) је снимио албум под насловом Балаклава, инспирисан јуришем, који садржи архивски снимак из 1890, трубача Ландфреја (или Ландфрида), једног од преживелих.
- Британски хеви метал бенд, Ајрон мејден је снимио песму о јуришу, под насловом, The Trooper.
- Британски инди рок бенд, Њу модел арми говори о овом догађају у песми The Charge.
- Амерички треш метал бенд, Мегадет, има инструментал Into the Lungs of Hell инспирисан овим јуришем.
- Фолк бенд The 3 D's је снимио музичку верзију Тенисонове песме у свом Албуму поезије (Poetry Album).
- Британски бенд The Divine Comedy говори о нападу преко Тенисонове песме у песми Јуриш (Charge).

### Фикција
- Џорџ Макдоналд Фрејзер је искористио Кримски рат и Јуриш лаке коњице за тему свог романа „Флешмен јуриша“ (нас. ор. Flashman at the Charge).
- Серијал књига „Следећег четвртка“, од аутора Џаспера Форда је смештен у алтернативну стварност у којој се, између осталог, крајем 80-их година 20. века још увек води Кримски рат.
- Поглавље 34 романа „Црна лепотица“ ауторике Ане Сивел сликовито описује јуриш лаке коњице из угла једног коња.